# Surf Coast Shire
Surf Coast Shire is een Local Government Area (LGA) in Australië in de staat Victoria. Surf Coast Shire telt 24.195 inwoners. De hoofdplaats is Torquay.